# Juan Carlos Gedda
Juan Carlos Gedda Ortiz (Temuco, 23 de septiembre de 1954 - Villarrica, 23 de noviembre de 2023) fue un fotógrafo, documentalista y productor audiovisual chileno.
Fue cocreador y colaborador de proyectos televisivos como "Al Sur del Mundo", "Bajo la Cruz del Sur" y "Frutos del País", por los que recibió variados premios y reconocimientos, y ejerció como docente en la Escuela de Comunicación Audiovisual de Universidad Mayor y en la Escuela de Antropología de la Universidad Católica de Temuco.
Obtuvo el Premio del Público en el Festival de Sondrio de 1995 con su documental Torres del Paine, las montañas azules; y también ganó el Premio Pudú en el Festival de Cine de Valdivia de 1999. Fue miembro del Consejo de las Artes y la Industria Audiovisual del Consejo Nacional de la Cultura y las Artes, y en 2009 impulsó la creación de la Asociación Gremial de Trabajadores del Audiovisual y el Cine de La Araucanía, donde se convirtió en su primer presidente. Formó parte de diversas plataformas en línea dedicadas a la fotografía como el Grupo Virtual Galería Fotográfica del Sur y FotoNaturaleza.cl. En 2011 recibió el Premio Enrique Eilers, por su destacada trayectoria y por su labor como maestro formador de nuevas generaciones de realizadores audiovisuales.